# ロバート・ペン・ウォーレン

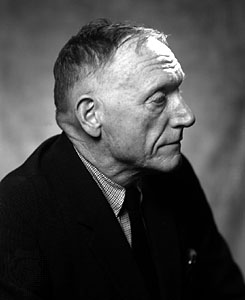
ロバート・ペン・ウォーレン（1968年）

ロバート・ペン・ウォーレン（Robert Penn Warren, 1905年4月24日–1989年9月15日）はアメリカ合衆国の詩人、小説家、評論家。

## 経歴
ケンタッキー州ガスリーに生まれる。祖父は南北戦争の従軍者。ヴァンダービルト大学在学中に、ジョン・クロウ・ランサムやアレン・テートらとともに「逃亡者（フュージティブ）」を結成。ニュー・クリティシズムの基礎を築き、南部文芸復興運動の中心的な作家となる。カリフォルニア大学バークレー校、エール大学で学んだ後ににオックスフォード大学に留学し、ルイジアナ州立大学やエール大学などで教壇に立つ。盟友の批評家クリアンス・ブルックスとともに作った、「詩の理解」を始めとする文学教科書は大きな反響を得た。
ルイジアナ州立大学在職中に、当時のルイジアナ州知事で急進的なポピュリズムで知られたヒューイ・ロングを参考にして『すべて王の臣（All the King's Men）』を執筆し、1947年にピューリッツァー賞 小説部門を受賞した。さらに1958年に『約束（Promises: Poems 1954-1956）』でピューリッツァー賞 詩部門を、1979年に『Now and Then』で2度目のピューリッツァー賞 詩部門を受賞した。1980年に大統領自由勲章、1987年に国民芸術勲章を受章。1986年頃にアメリカ合衆国初の議会図書館桂冠詩人に指名された。

## 映画化
- 『すべて王の民』は二度映画化されている。
  - オール・ザ・キングスメン　(1949年の映画)
  - オール・ザ・キングスメン (2006年の映画)

- 『天使の群』は1957年に『南部の反逆者』として映画化されている。

## 日本語訳
- All the King's Men (1946) 
  - 『すべて王の臣』鈴木重吉訳 白水社 1966 新装版 2007 ISBN 978-4-560-02762-2
- Band of Angels (1955)
  - 『天使の群』並河亮訳  現代アメリカ文学全集 10 荒地出版社 1957, 現代アメリカ文学選集 4 荒地出版社 1968
- Selected Essays (1958)
  - 『現代アメリカ作家論』高橋正雄,武市楯夫共訳 南雲堂 1966
- The Legacy of the Civil War (1961)
  - 『南北戦争の遺産』田中啓史,堀真理子訳 本の友社 1997 ISBN 4-89439-081-7
  - 『南北戰爭の遺産』留守晴夫訳 圭書房 2011 ISBN 978-4-9904811-3-1